# SynGate
SynGate ist ursprünglich ein Internet-Fanzine, das sich auf die Präsentation der Elektronischen Musik (EM) vorzugsweise der Stilrichtung Berliner Schule spezialisiert hat. Gegründet wurde SynGate (www.syngate.net) von Lothar Lubitz am 1. Juli 2001. Dieser übergab SynGate am 1. September 2011 an Kilian Schloemp-Uelhoff aus Frankenau in Nordhessen.
Der Enthusiasmus und das Engagement verbunden mit der zunehmenden Akzeptanz in der EM-Szene führte am 1. Oktober 2004 zusätzlich zur Gründung des Plattenlabels „SynGate Records“, welches sich auf die Veröffentlichung Elektronischer Musik auf CD-R spezialisiert hat. Inhaberin war Sabine Lubitz bis August 2011, seit September 2011 hat Kilian Schloemp SynGate Records übernommen. Sitz des Labels ist in Bad Zwesten in Nordhessen am Rande des Weltnaturerbes Nationalpark Kellerwald-Edersee.
Im Programm von SynGate Records finden sich Produktionen von Musikern der zweiten Generation der Berliner Schule wie Frank Klare, Rainbow Serpent, Pyramid Peak oder auch aktuellen Künstlern wie Johan Tronestam, Bouvetøya, DASK oder Colin Rayment.
Einen Namen gemacht hat sich SynGate auch mit der Organisation des seit 2002 jährlich stattfindenden deutschen Festivals der Elektronischen Musik „Satzvey Castle“ im Ambiente der Burg Satzvey in der Eifel. Diese Festivals wurden bis 2012 unter der Regie von Lothar Lubitz aus Mechernich organisiert. Im Januar 2013 wurde das Aus des Festivals bekanntgegeben.
Kilian Schloemp folgte ab ca. 2013 dem Bedürfnis der Fangemeinde elektronischer Musik, auch Produktionen bei SynGate mit aufzunehmen, die dem Ursprung der Berliner Schule nicht mehr zwingend folgen, wenn auch Synthesizer, Sequenzer, analoge wie digitale Klangerzeuger weiterhin im Mittelpunkt stehen. Dazu gründete der Labelbetreiber zwei Sublabel:
Ambient und experimentelle elektronische Kompositionen sind bei SynGate unter dem Sublabel „syngate-luna“ zu finden. Ein anderes Sublabel bedient die Welt der epischen, orchestralen oder harmonischen elektronischen Musik wie die Wellen des Meeres, manchmal sanft und träumerisch, dann wild und stürmisch: SynGate-Wave. 

## Künstler
- Akikaze
- Alien Nature
- Anders Jørgenson
- Axess
- BatteryDead
- Bouvetøya
- Colin Rayment
- DASK
- Divided by Two
- Deep Imagination
- Detlef Keller
- E=Motion
- E-Tiefengrund
- ebia
- EL-KA
- Erik Seifert

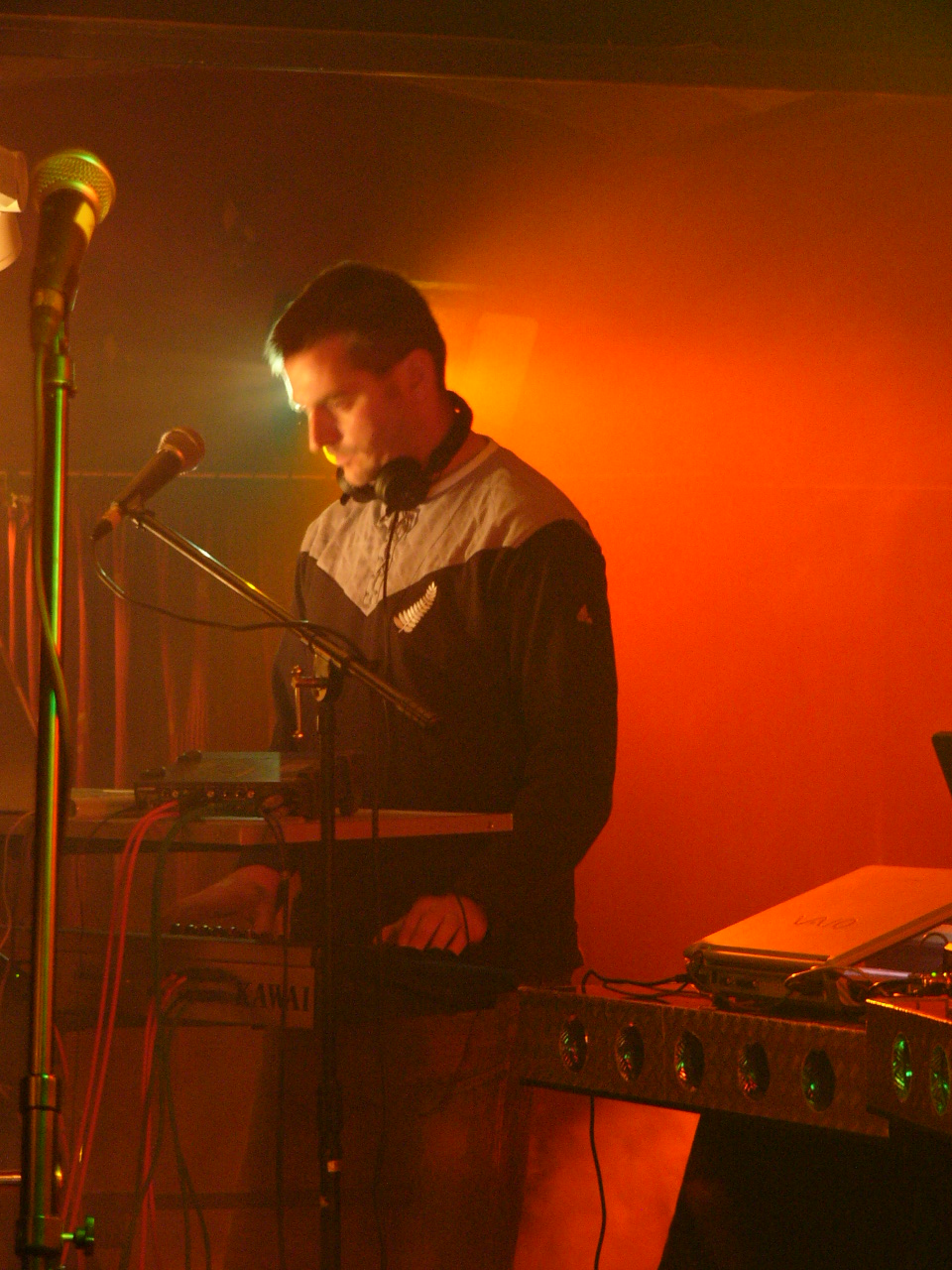
Erik Seifert (Festival 2006)

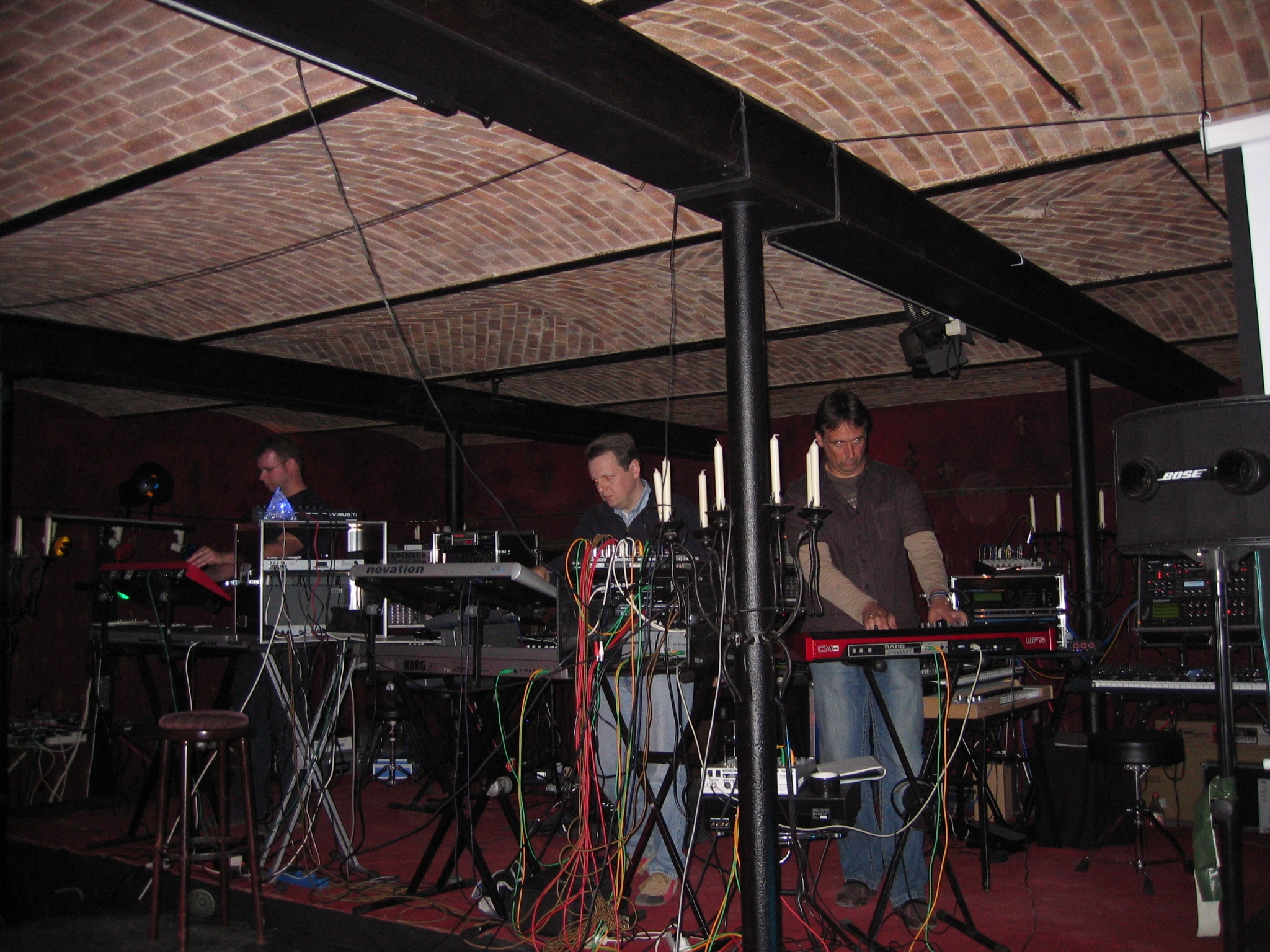
Pyramid Peak (Festival 2007)

- Filter Kaffee (Schönwälder & Rothe)
- Foreign Spaces
- Frank Klare
- Fratoroler
- Fringo Chills
- Imaginary Landscape
- Johan Tronestam
- Michael Brückner
- mypan
- Opera's Space
- Patchwork
- Perceptual Defence
- Pete Farn
- Pharamond
- Pyramid Peak
- Rainbow Serpent
- Ricochet Gathering
- Rudolf Heimann
- Shinpal
- Stan Dart
- Stockman
- SYNCO
- Syndromeda
- Tastenklang
- TC
- Thaneco
- TMA
- TM Solver
- Tonbieger
- Traumkraft
- valleyforge
- Vanderson
- von Haulshoven
- Wladek
- Wolfgang Nachahmer

## Ehemals bei SynGate
- Alexey Obraztsoff
- Auto Pilot
- Alluste
- Back to the Moon
- beatboys 2000 feat. Hardy Kukuk
- BIOnighT / Mac of BIOnighT / Sbrizzi FaBIO
- Broekhuis, Keller & Schönwälder
- Certamen
- CES = Contemporary Electronic Soundscapes
- computerchemist
- Der König
- Dharana
- Dorian
- Driftin' Thoughts
- el_vis
- ESP
- Fanger & Schönwälder
- Harald Nies
- Galactic Anthems
- Ganymed
- Guido Negraszus
- F.D.Project
- Filterkaffee
- Heart, Head & Soul
- Heil
- Hardy Kukuk
- Holle Mangler
- Mario Schönwälder
- moonbooter
- Moondream
- Mythos
- Nautilus
- Nattefrost
- Nebula Drone
- Oliver Ganz
- Phrozenlight
- Psicodreamics
- Realtime
- Remote Spaces
- Schönwälder & Rothe
- Syn
- Synrise
- Traumklang
- Union-Taste
- Uwe Reckzeh
- Vasco Martins
- Venja
- Wellenfeld